# Pedro Quirós Jiménez
Pedro de Jesús Quirós Jiménez (San José, 1 de agosto de 1819 - 1 de mayo de 1883) fue un militar y político costarricense. Se desempeñó como primer designado a la Presidencia de Costa Rica (1877-1881) y quinto designado a la Presidencia de Costa Rica (1881-1882) durante las administraciones de Tomás Guardia Gutiérrez. Participó igualmente en las campañas centroamericanas contra los filibusteros de William Walker de 1856 y 1857.

## Vida y familia
Quirós Jiménez nació en San José, el 1 de agosto de 1819 y falleció el 1 de mayo de 1883.
Casó en primeras nupcias con Bernarda Marín Segura (1822-desp. 1854), hija de José Gregorio Marín Méndez (ca 1796-1829) y de María Segura (1796), con numerosa descendencia.
En segundas nupcias, el 8 de septiembre de 1856, en San Juan de Tibás, con María Josefa Aguilar Castro (1829-1885), hija de Santos Aguilar Hidalgo (1803-1833) y de María Josefa Castro Fernández (1797), con descendencia numerosa, siendo bisabuelo, en particular de: José Joaquín Trejos Fernández, presidente de Costa Rica, 1966-1970; Daniel Oduber Quirós, presidente de Costa Rica  1974-1978 y de Carlos Humberto Rodríguez Quirós, IV Arzobispo de San José.
Por su línea paterna desciende de la Casa Cano Florín de Quirós y por su línea materna, desciende, entre otros, de la Casa “García de Quirós”, de los Quirós del siglo XVI, de Cartago.

## Carrera militar y política
A solicitud de su amigo el coronel Tomás Guardia Gutiérrez participó en “el más célebre de todos los golpes militares habidos en el país”, el miércoles 27 de abril de 1870, junto con otros parientes Quirós, entre ellos, su hermano el coronel Pablo Quirós Jiménez, y su hijo Eliseo Quirós Marín, donde tuvo un papel predominante en la toma del cuartel de la Artillería de San José.
Ambos hermanos, primero con rango de coroneles y luego generales, se desempeñan como comandantes de los dos cuarteles de la capital: el cuartel de la Artillería (Pedro) y el cuartel Principal de San José (Pablo). El 30 de julio de 1876 suscriben el Acta de desconocimiento al presidente de la República, Lcdo. Aniceto Esquivel Sáenz, nombrando en su lugar al Lcdo. Vicente Herrera Zeledón. En dicha Acta figuran también los nombres de otros parientes de los generales Quirós:
- Eliseo Quirós Marín  y Luis Quirós Marín, (sus hijos);
- Lorenzo Quirós Jiménez , (su hermano);
- Jacinto Quirós Montero,  Justo Quirós Montero, sus sobrinos
- Juan Bautista Quirós Segura, Federico Quirós Segura, (hijos del general Pablo Quirós Jiménez)
- Francisco Cordero Brenes , (yerno de Remigio Quirós Jiménez, este último, hermano de los generales Quirós) y
- Rafael Chaves Torres, (yerno del general Pedro Quirós Jiménez y autor de la célebre marcha fúnebre “Duelo de la Patria” que fue dada a conocer en ocasión del funeral del general Tomás Guardia Gutiérrez, el 6 de julio de 1882, en la ciudad de Alajuela, Costa Rica.[4]

## Ancestros hasta los tatarabuelos
|  |                                                    |  |  |  |  |  |  |  |  |  |  |  |  |  |  |  |
|  | 8. José Manuel Quirós (+1790)                      |  |  |  |  |  |  |  |  |  |  |  |  |  |  |  |
|  |                                                    |  |  |  |  |  |  |  |  |  |  |  |  |  |  |  |
|  |                                                    |  |  |  |  |  |  |  |  |  |  |  |  |  |  |  |
|  | 4.Juan Manuel Quirós Castro (ca 1738-1828)         |  |  |  |  |  |  |  |  |  |  |  |  |  |  |  |
|  |                                                    |  |  |  |  |  |  |  |  |  |  |  |  |  |  |  |
|  |                                                    |  |  |  |  |  |  |  |  |  |  |  |  |  |  |  |
|  | 18. Estanislao de Castro y Porras                  |  |  |  |  |  |  |  |  |  |  |  |  |  |  |  |
|  |                                                    |  |  |  |  |  |  |  |  |  |  |  |  |  |  |  |
|  |                                                    |  |  |  |  |  |  |  |  |  |  |  |  |  |  |  |
|  | 9.Josefa Nicolasa de Castro y Polo (ca 1740-1811)  |  |  |  |  |  |  |  |  |  |  |  |  |  |  |  |
|  |                                                    |  |  |  |  |  |  |  |  |  |  |  |  |  |  |  |
|  |                                                    |  |  |  |  |  |  |  |  |  |  |  |  |  |  |  |
|  | 19. María Francisca Polo y Martínez (1720)         |  |  |  |  |  |  |  |  |  |  |  |  |  |  |  |
|  |                                                    |  |  |  |  |  |  |  |  |  |  |  |  |  |  |  |
|  |                                                    |  |  |  |  |  |  |  |  |  |  |  |  |  |  |  |
|  | 2. Calixto Quirós Castro (1785-1843)               |  |  |  |  |  |  |  |  |  |  |  |  |  |  |  |
|  |                                                    |  |  |  |  |  |  |  |  |  |  |  |  |  |  |  |
|  |                                                    |  |  |  |  |  |  |  |  |  |  |  |  |  |  |  |
|  | 20. Francisco Rodríguez de Castro                  |  |  |  |  |  |  |  |  |  |  |  |  |  |  |  |
|  |                                                    |  |  |  |  |  |  |  |  |  |  |  |  |  |  |  |
|  |                                                    |  |  |  |  |  |  |  |  |  |  |  |  |  |  |  |
|  | 10. José Antonio de Castro (+ 1779)                |  |  |  |  |  |  |  |  |  |  |  |  |  |  |  |
|  |                                                    |  |  |  |  |  |  |  |  |  |  |  |  |  |  |  |
|  |                                                    |  |  |  |  |  |  |  |  |  |  |  |  |  |  |  |
|  | 21. Juana Josefa Tenorio                           |  |  |  |  |  |  |  |  |  |  |  |  |  |  |  |
|  |                                                    |  |  |  |  |  |  |  |  |  |  |  |  |  |  |  |
|  |                                                    |  |  |  |  |  |  |  |  |  |  |  |  |  |  |  |
|  | 5. Teresa Castro Cascante (+1829)                  |  |  |  |  |  |  |  |  |  |  |  |  |  |  |  |
|  |                                                    |  |  |  |  |  |  |  |  |  |  |  |  |  |  |  |
|  |                                                    |  |  |  |  |  |  |  |  |  |  |  |  |  |  |  |
|  | 22. Antonio Dionicio Cascante (+ 1764)             |  |  |  |  |  |  |  |  |  |  |  |  |  |  |  |
|  |                                                    |  |  |  |  |  |  |  |  |  |  |  |  |  |  |  |
|  |                                                    |  |  |  |  |  |  |  |  |  |  |  |  |  |  |  |
|  | 11.Simona Ramona Cascante Angulo (+1779)           |  |  |  |  |  |  |  |  |  |  |  |  |  |  |  |
|  |                                                    |  |  |  |  |  |  |  |  |  |  |  |  |  |  |  |
|  |                                                    |  |  |  |  |  |  |  |  |  |  |  |  |  |  |  |
|  | 23. Dorotea de Angulo Zamora                       |  |  |  |  |  |  |  |  |  |  |  |  |  |  |  |
|  |                                                    |  |  |  |  |  |  |  |  |  |  |  |  |  |  |  |
|  |                                                    |  |  |  |  |  |  |  |  |  |  |  |  |  |  |  |
|  | 1. General Pedro Quirós Jiménez                    |  |  |  |  |  |  |  |  |  |  |  |  |  |  |  |
|  |                                                    |  |  |  |  |  |  |  |  |  |  |  |  |  |  |  |
|  |                                                    |  |  |  |  |  |  |  |  |  |  |  |  |  |  |  |
|  | 24. José Jiménez Valverde (1695)                   |  |  |  |  |  |  |  |  |  |  |  |  |  |  |  |
|  |                                                    |  |  |  |  |  |  |  |  |  |  |  |  |  |  |  |
|  |                                                    |  |  |  |  |  |  |  |  |  |  |  |  |  |  |  |
|  | 12.Manuel Antonio Jiménez Quesada (1715)           |  |  |  |  |  |  |  |  |  |  |  |  |  |  |  |
|  |                                                    |  |  |  |  |  |  |  |  |  |  |  |  |  |  |  |
|  |                                                    |  |  |  |  |  |  |  |  |  |  |  |  |  |  |  |
|  | 25. Manuela de Quesada y Quirós (1687)             |  |  |  |  |  |  |  |  |  |  |  |  |  |  |  |
|  |                                                    |  |  |  |  |  |  |  |  |  |  |  |  |  |  |  |
|  |                                                    |  |  |  |  |  |  |  |  |  |  |  |  |  |  |  |
|  | 6. Francisco Esteban Jiménez Gutiérrez (1755-1808) |  |  |  |  |  |  |  |  |  |  |  |  |  |  |  |
|  |                                                    |  |  |  |  |  |  |  |  |  |  |  |  |  |  |  |
|  |                                                    |  |  |  |  |  |  |  |  |  |  |  |  |  |  |  |
|  | 26. Jerónimo Gutiérrez Flores                      |  |  |  |  |  |  |  |  |  |  |  |  |  |  |  |
|  |                                                    |  |  |  |  |  |  |  |  |  |  |  |  |  |  |  |
|  |                                                    |  |  |  |  |  |  |  |  |  |  |  |  |  |  |  |
|  | 13.Ignacia Gutiérrez de Ochoa y López de Ortega    |  |  |  |  |  |  |  |  |  |  |  |  |  |  |  |
|  |                                                    |  |  |  |  |  |  |  |  |  |  |  |  |  |  |  |
|  |                                                    |  |  |  |  |  |  |  |  |  |  |  |  |  |  |  |
|  | 27. María Manuela de Ortega y López                |  |  |  |  |  |  |  |  |  |  |  |  |  |  |  |
|  |                                                    |  |  |  |  |  |  |  |  |  |  |  |  |  |  |  |
|  |                                                    |  |  |  |  |  |  |  |  |  |  |  |  |  |  |  |
|  | 3. Ramona Jiménez Soto (1790-1837)                 |  |  |  |  |  |  |  |  |  |  |  |  |  |  |  |
|  |                                                    |  |  |  |  |  |  |  |  |  |  |  |  |  |  |  |
|  |                                                    |  |  |  |  |  |  |  |  |  |  |  |  |  |  |  |
|  | 28. Manuel de Soto y Chaves                        |  |  |  |  |  |  |  |  |  |  |  |  |  |  |  |
|  |                                                    |  |  |  |  |  |  |  |  |  |  |  |  |  |  |  |
|  |                                                    |  |  |  |  |  |  |  |  |  |  |  |  |  |  |  |
|  | 14. Francisco de Javier de Soto y Villegas         |  |  |  |  |  |  |  |  |  |  |  |  |  |  |  |
|  |                                                    |  |  |  |  |  |  |  |  |  |  |  |  |  |  |  |
|  |                                                    |  |  |  |  |  |  |  |  |  |  |  |  |  |  |  |
|  | 29. María de Jesús Villegas                        |  |  |  |  |  |  |  |  |  |  |  |  |  |  |  |
|  |                                                    |  |  |  |  |  |  |  |  |  |  |  |  |  |  |  |
|  |                                                    |  |  |  |  |  |  |  |  |  |  |  |  |  |  |  |
|  | 7. Rosa Soto Chinchilla (1746-1823)                |  |  |  |  |  |  |  |  |  |  |  |  |  |  |  |
|  |                                                    |  |  |  |  |  |  |  |  |  |  |  |  |  |  |  |
|  |                                                    |  |  |  |  |  |  |  |  |  |  |  |  |  |  |  |
|  | 30. Manuel de Chinchilla y Ricardo                 |  |  |  |  |  |  |  |  |  |  |  |  |  |  |  |
|  |                                                    |  |  |  |  |  |  |  |  |  |  |  |  |  |  |  |
|  |                                                    |  |  |  |  |  |  |  |  |  |  |  |  |  |  |  |
|  | 15. María Teresa Chinchilla y Ruiz de Hinojosa     |  |  |  |  |  |  |  |  |  |  |  |  |  |  |  |
|  |                                                    |  |  |  |  |  |  |  |  |  |  |  |  |  |  |  |
|  |                                                    |  |  |  |  |  |  |  |  |  |  |  |  |  |  |  |
|  | 31. Teresa Ruiz de Hinojosa                        |  |  |  |  |  |  |  |  |  |  |  |  |  |  |  |
|  |                                                    |  |  |  |  |  |  |  |  |  |  |  |  |  |  |  |
|  |                                                    |  |  |  |  |  |  |  |  |  |  |  |  |  |  |  |